# João Batista Nunes de Oliveira
João Batista Nunes de Oliveira, detto Nunes (Cedro de São João, 20 maggio 1954), è un ex calciatore brasiliano, di ruolo attaccante.

## Caratteristiche tecniche
Giocava come attaccante, ricoprendo il ruolo di centravanti. Aveva una buona capacità realizzativa, che gli permise di diventare sovente capocannoniere dei tornei cui partecipava.

## Carriera

### Club
Formatosi calcisticamente nel settore giovanile del Flamengo, approdò al professionismo tramite il Confiança, società dello Stato del Sergipe. Con tale compagine rimase per il biennio 1974-1975; fu poi acquistato dal Santa Cruz, club dello Stato del Pernambuco che gli permise di debuttare in massima serie nazionale durante la stagione 1975. All'Estádio do Arruda scese in campo per la prima volta contro il San Paolo, il 24 agosto. La prima marcatura arrivò il 28 agosto con il Vasco da Gama, sempre in casa del Santa Cruz. Conclusosi il campionato del '75, Nunes ben figurò nei tornei 1976, 1977 e 1978; in quest'ultimo realizzò dodici reti in altrettanti incontri, attirando così l'attenzione del Fluminense, che lo acquistò quello stesso anno. Il club dalla maglia tricolore lo trattiene con sé fino al 1979, e nel 1980, dopo una breve esperienza in Messico, Nunes entrò a far parte della rosa del Flamengo, formazione rivale del Fluminense. La sua prima annata con la nuova società fu positiva, con otto reti in quattordici gare e la conquista del primo campionato nazionale del Flamengo, ottenuta nella finale con l'Atlético Mineiro grazie anche alla doppietta dello stesso Nunes nella gara di ritorno al Maracanã. Nel 1981 il calciatore visse l'anno migliore della sua carriera per quanto riguarda le prestazioni personali, nonché una stagione ricca di successi a livello societario. Le sue sedici marcature gli permisero di primeggiare nella classifica dei marcatori del Brasileirão, superando il Botafoguense Mendonça di un solo gol. Inoltre, arrivarono due vittorie in campo internazionale: Copa Libertadores e Coppa Intercontinentale si aggiunsero alla bacheca del Flamengo, e di quest'ultima competizione Nunes, con una doppietta agli inglesi del Liverpool, si rivelò protagonista. Il Taça de Ouro 1982 indicò ancora una volta il Flamengo come squadra più vincente del Brasile, con Nunes marcatore del gol decisivo della finale contro il Grêmio all'Estádio Olímpico Monumental. La scelta di giocare il campionato 1983 al Botafogo, rivale statale del Fla, fu passeggera e presto la punta fece ritorno alla società di partenza. Il 1984 di Nunes terminò dopo quindici partite e cinque reti, e nel 1985 l'attaccante si risolse a lasciare lo stato di Rio de Janeiro per lo stato di San Paolo, firmando per il Santos; con la società paulista però non disputò la stagione della massima divisione nazionale, in cui vestì la maglia del Náutico, compagine di Recife con cui vinse il campionato statale. Stessa situazione si verificò l'anno seguente, quando con la maglia dell'Atlético Mineiro Nunes vinse il titolo di Minas Gerais e segnò il suo primato personale di reti, ventisei. Attirato dall'offerta di giocare in Europa mossagli dal club portoghese del Boavista, Nunes attraversò l'Oceano atlantico per giungere a Porto, città sede della suddetta compagine. Disputò il Primeira Divisão 1986-1987 con la maglia a scacchi bianchi e neri, e decise poi di tornare a militare nel Flamengo, in patria, raccogliendo le ultime otto presenze in prima divisione brasiliana. Nel 1988 tornò in Centroamerica per giocare con il Deportivo Tiburones di Acajutla, El Salvador. Si ritirò nel 1991.

### Nazionale
Debuttò in Nazionale brasiliana il 1º aprile 1978 in amichevole contro la Francia, giocando ventinove minuti come sostituto di Reinaldo. Proseguì nel ciclo di amichevoli pre-Argentina 1978, scendendo in campo contro la Germania Ovest, marcando il gol della vittoria, e contro Inghilterra e Perù. Saltò poi la manifestazione, e tornò a giocare a livello internazionale il 15 giugno 1980 contro l'Unione Sovietica, segnando la rete dell'1-0 parziale, e per l'ultima volta il 24 giugno contro il Cile al Mineirão di Belo Horizonte.

## Palmarès

### Club

#### Competizioni statali
- Campionato Pernambucano: 2

Santa Cruz: 1976
Náutico: 1985
- Taça Guanabara: 4

Flamengo: 1980, 1981, 1982, 1984
- Campionato Carioca: 1

Flamengo: 1981
- Campionato Mineiro: 1

Atlético Mineiro: 1986

#### Competizioni nazionali
- Campionato brasiliano: 2

Flamengo: 1980, 1982

#### Competizioni internazionali
- Coppa Libertadores: 1

Flamengo: 1981
- Coppa Intercontinentale: 1

Flamengo: 1981

### Individuale
- Capocannoniere del Campionato Sergipano: 1

1974 (17 gol)
- Capocannoniere del Campionato Pernambucano: 1

1977 (23 gol)
- Capocannoniere del campionato brasiliano: 1

1981 (16 gol)
- Capocannoniere del Campionato Mineiro: 1

1986 (26 gol)